# John Scofield

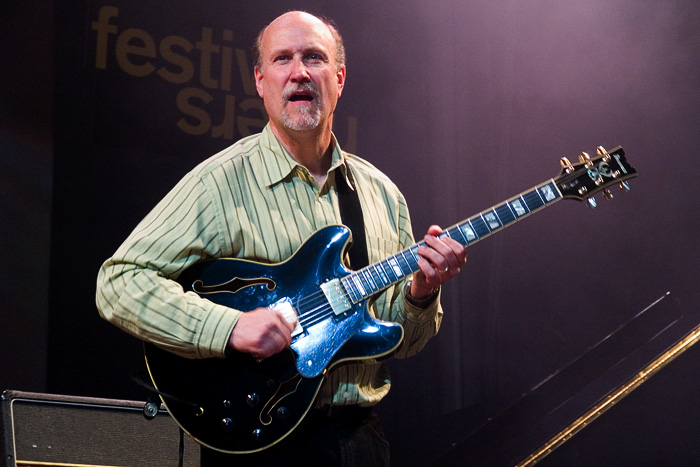
John Scofield in Moers, Duitsland, 2006

John Scofield (Dayton, Ohio, 26 december 1951) is een Amerikaanse jazzgitarist en componist.
Scofield begon op zijn elfde al gitaar te spelen. Nadat hij door een leraar de muziek van Wes Montgomery, Jim Hall en Pat Martino had leren kennen kreeg hij belangstelling voor jazzmuziek. Van 1970 tot 1973 studeerde hij jazz aan het Berklee College of Music in Boston, Massachusetts. Een van de docenten daar was Gary Burton, waarmee Scofield later weer samenwerkte.
John Scofield werd als musicus bekend door zijn werk met de Billy Cobham/George Duke-Band. Daarna speelde hij met vele grote namen uit de wereld van de jazzfusion zoals  Charles Mingus, Herbie Hancock, Chick Corea, Joe Henderson, Pat Metheny, Gerry Mulligan, McCoy Tyner, Jim Hall en Chet Baker.
In 1982 begon zijn samenwerking met Miles Davis die ruim drie jaar duurde. Ze werkten binnen een geïmproviseerde funky stijl. 
In 1989 tekende Scofield een contract met Blue Note Records en richtte met saxofonist Joe Lovano, die hij kende uit zijn studietijd, een kwintet op dat tot de vooraanstaande vertegenwoordigers van de funkjazz gerekend wordt.
Sinds 1998 speelt John Scofield in een kwartet met Joe Lovano (tenorsaxofoon), Dave Holland (bas) en Al Foster (drums).

## Discografie

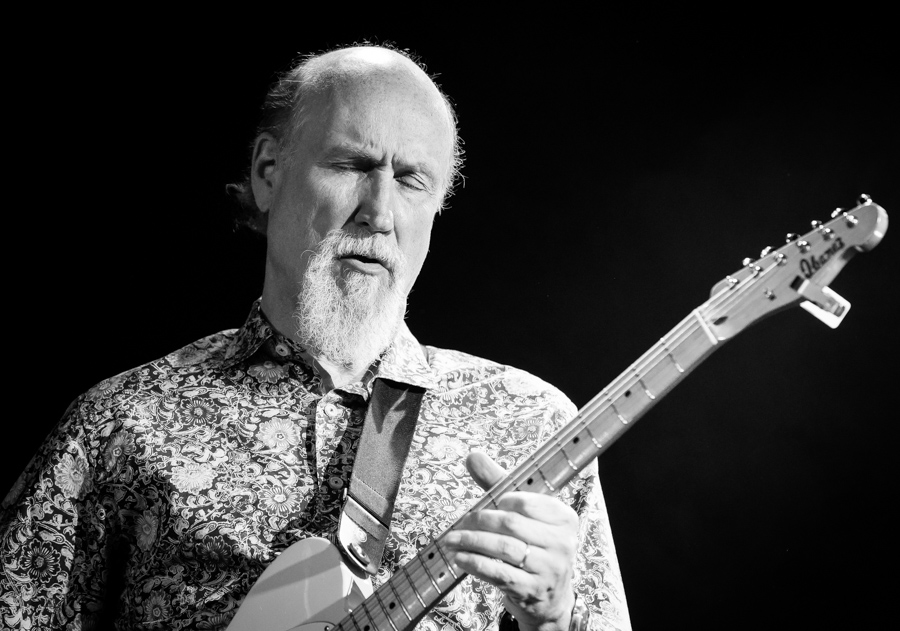
Scofield, Kongsberg Jazzfestival 2017

### Alsorkestleiderenco-leader
- 2018 Combo 66 - Verve
- 2015 Past Present
- 2013 Überjam Deux
- 2010 54 - Emarcy
- 2009 Piety Street - Emarcy
- 2007 This Meets That - Emarcy
- 2006 Out Louder  - als 'Medeski Scofield Martin & Wood' - Indirecto Records
- 2006 Saudades  - als 'Trio Beyond' - ECM Records|ECM]
- 2005 That's What I Say: John Scofield Plays the Music of Ray Charles  - Verve Records
- 2004 EnRoute: John Scofield Trio LIVE - Verve
- 2004 Scorched - met Mark-Anthony Turnage - DG Deutsche Grammophon
- 2003 Up All Night - Verve
- 2003 Oh!- als ScoLoHoFo - Blue Note Records
- 2002 Überjam- Verve
- 2001 Works For Me - Verve
- 2000 Steady Groovin - Blue Note
- 2000 Bump - Verve
- 1998 A Go Go - Verve
- 1996 Quiet - Verve
- 1995 Groove Elation - Blue Note
- 1994 Liquid Fire - Gramavision Records
- 1994 Hand Jive - Blue Note
- 1994 I Can See Your House From Here met Pat Metheny - Blue Note
- 1993 What We Do - Blue Note
- 1992 Grace Under Pressure - Blue Note
- 1991 Meant to Be - Blue Note
- 1990 Slo Sco:The Best of the Ballads- Gramavision
- 1990 Time on My Hands - Blue Note
- 1989 Best of John Scofield - Blue Note
- 1988 Flat Out - Gramavision
- 1987  Pick Hits Live - Gramavision
- 1987 Loud Jazz - Gramavision
- 1986 Blue Matter - Gramavision
- 1985 Still Warm - Gramavision
- 1984 Electric Outlet - Gramavision
- 1981 Shinola  - Enja Records
- 1981 Out Like a Light - Enja Records
- 1980 Bar Talk - Jive Records
- 1979 Who's Who?- Jive/Novus
- 1978 Rough House - Enja Records
- 1977 John Scofield Live - Enja Records
- 1977 East Meets West - Black Hawk Records